# Лола (фильм, 1981)
«Лола» (нем. Lola) — художественный фильм режиссёра Райнера Вернера Фассбиндера, вышедший на экраны в 1981 году.
Фильм является третьей частью — ФРГ 3 — задуманного цикла об истории Западной Германии.
Посвящён Александру Клюге. Лента получила приз «Туфля Чаплина» за лучшую женскую роль (Барбара Зукова) на Мюнхенском кинофестивале, а также три премии Deutscher Filmpreis: серебряная премия за лучший фильм, золотые премии за лучшую женскую (Барбара Зукова) и мужскую роли (Армин Мюллер-Шталь).

## Сюжет
В Кобург, северо-баварский городок, в 1957 году приезжает новый заведующий отделом строительства фон Бом (Армин Мюллер-Шталь). Человек посторонний, он в конце концов даёт ход строительным планам предпринимателя Шуккерта (Марио Адорф) и женится на городской проститутке Лоле (Барбара Зукова), которую он вначале знал как Марию-Луизу, даже не подозревая о её двойной жизни.

## В ролях
- Барбара Зукова — Лола
- Армин Мюллер-Шталь — Бом
- Марио Адорф — Шуккерт
- Матиас Фукс — Эсслин
- Хельга Феддерсен — фройляйн Хеттих
- Карин Бааль — мать Лолы
- Иван Десни — Виттих
- Элизабет Фолькман — Жижи
- Харк Бом — Фёлькер
- Кристина Кауфман —  Сюзи
- Гюнтер Кауфманн — американский солдат
- Удо Кир — Вайтер